# Schloss Bouchefort

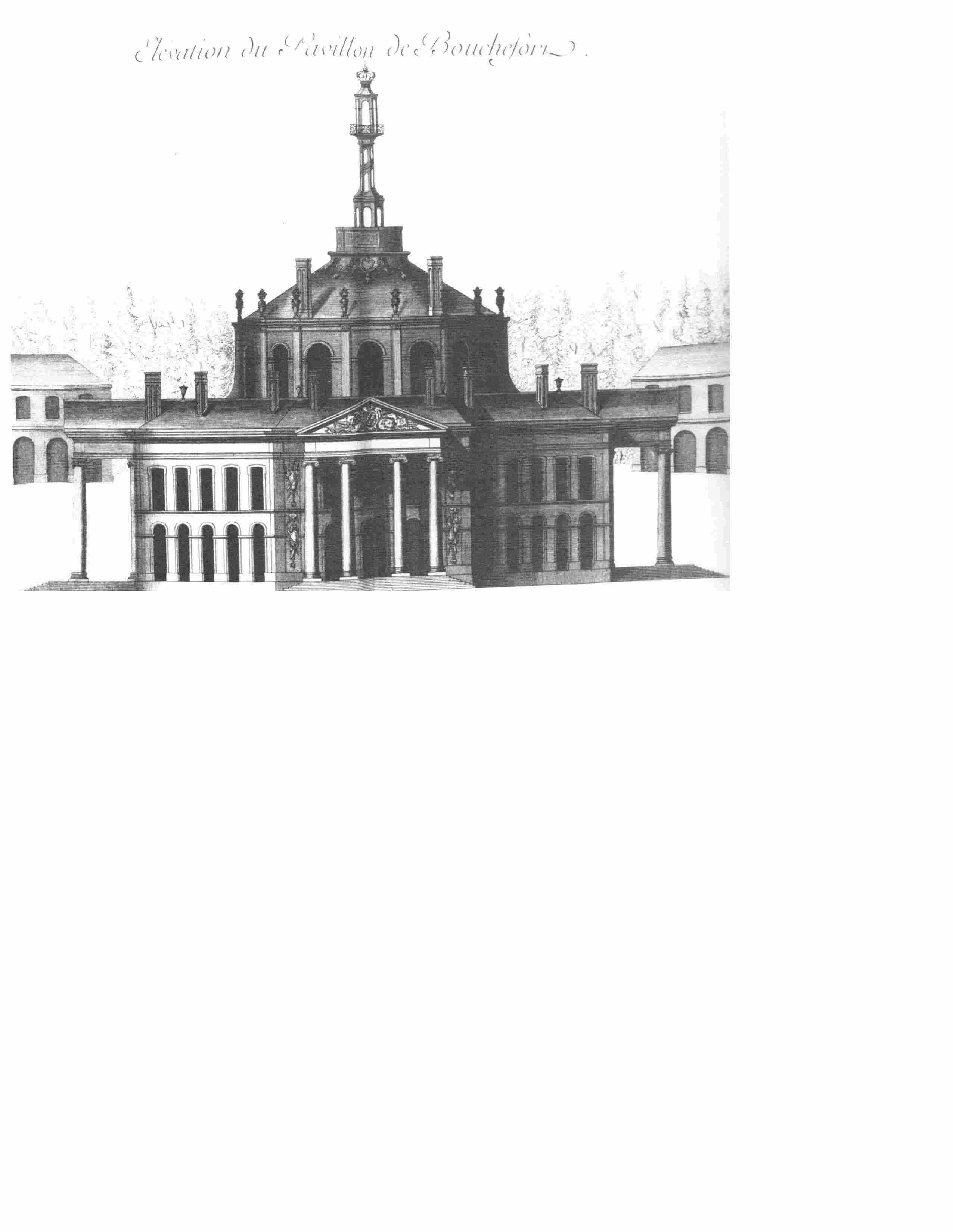
Ansicht Schloss Bouchefort

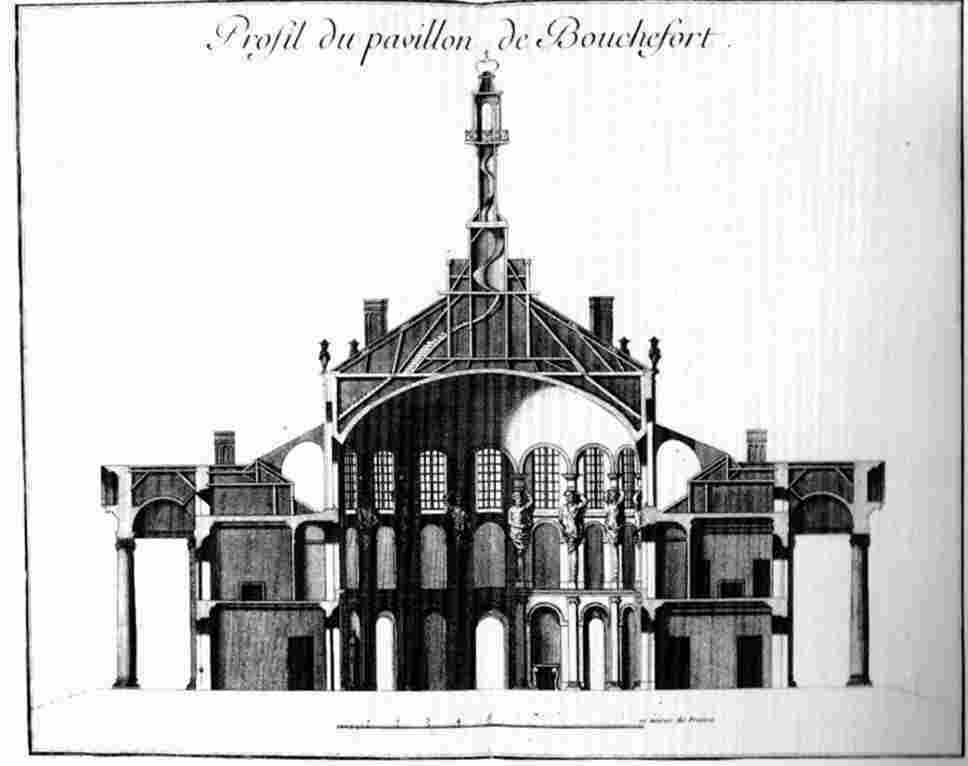
Germain Boffrand: Querschnitt Schloss Bouchefort bei Brüssel, um 1694

Das Schloss Bouchefort wurde ab 1694 vom französischen Architekten Germain Boffrand in der Nähe von Brüssel erbaut.
Der damals als Statthalter der Spanischen Niederlande lebende bayerische Kurfürst Maximilian II. Emanuel, ließ dieses Lustschloss für sich und seine Mätresse Agnes Le Louchier errichten. 

## Lage
Es lag im bedeutenden Jagdgebiet des Forêt de Soignes / Zoniënwoud im Südosten des heutigen Brüssel: Stadtteil Watermael-Boitsfort / Watermaal-Bosvoorde. Die Bedeutung der Hirschjagd zeigt sich noch heute in dessen Stadtwappen.
(Der Klang des Wortes Bouchefort, der an das französische "bouche=Mund" denken lässt, bezieht sich auf das flämische "Bos/Bosch/Boits" im Sinne von "Busch/Wald".)  

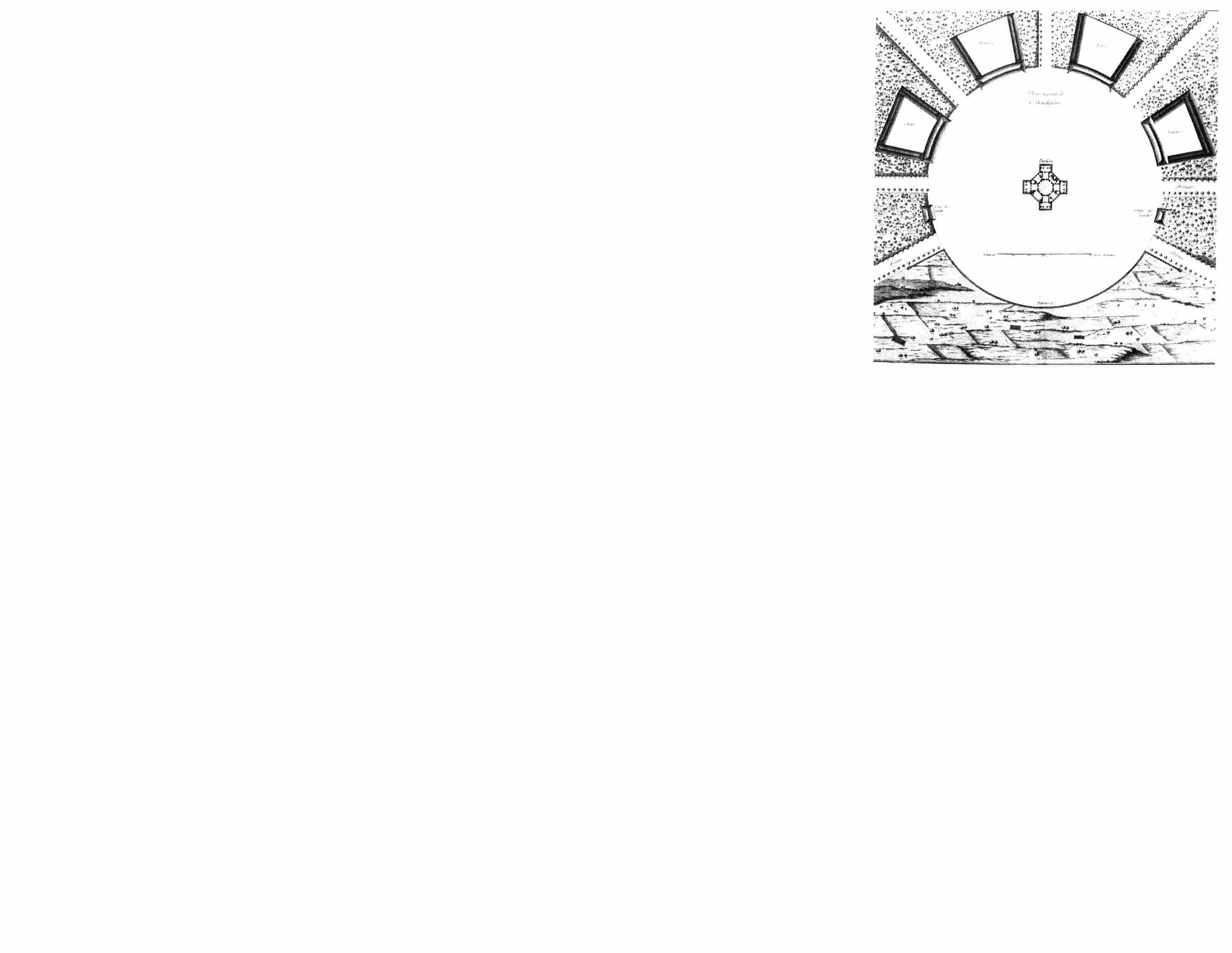
Lage- und Umgebungsplan von Schloss Bouchefort

Der "dichte Wald" war Teil des ursprünglichen Kohlenwaldes und ist mit dem heutigen Wald von Soignes identisch. Das Schloss war als Zentrum eines barocken Jagdsterns (mit Hundezwinger, Küchen, Pferdeställen, Remisen für den Fuhrpark) angelegt, die Gesamtanlage weist bereits auf das kurfürstliche Jagdgebiet des Forstenrieder Parks mit Schloss Fürstenried bei München hin. Der Wald war von breiten Schneisen durchschnitten, die es der Jagdgesellschaft ermöglichten, größere Wendemanöver und Auffahrten mit großem Gefolge auszuführen.

## Baugestalt

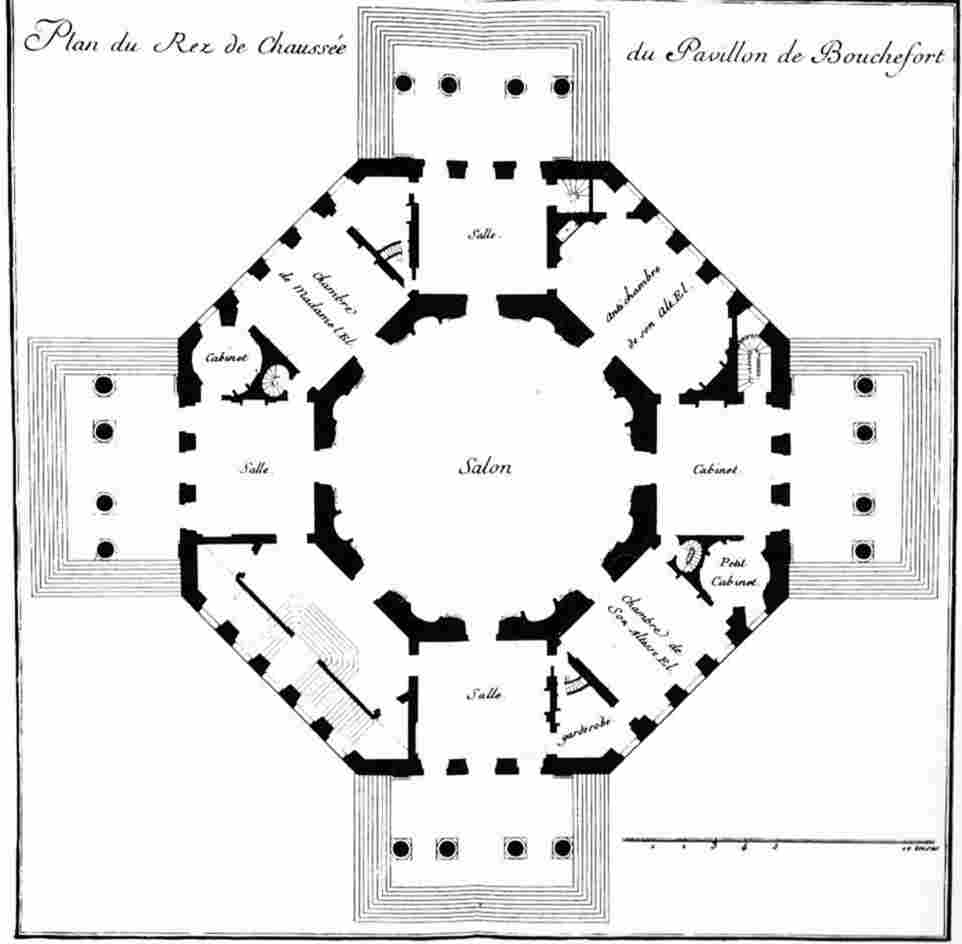
Germain Boffrand: Grundriss von Schloss Bouchefort bei Brüssel, um 1694

Der Grundriss, der erst 1745 veröffentlicht wurde, zeigt einen regelmäßigen achteckigen Zentralbau, der von kreuzförmig vorgelagerten Treppen mit Portikus erschlossen wird. Der überkuppelte Mittelsalon ist ringförmig von den Wohnräumen des Paares umgeben. 
Der Schnitt des Schlosses zeigt eine Kuppel mit Laterne, die als Aussichtsturm dient. Diese war durch eine Wendeltreppe erreichbar.
Das Bauwerk, das heute nicht mehr existiert, wurde allerdings nur im Erdgeschoss ausgebaut. Der Grundriss scheint Joseph Effners Pagodenburg im Schlosspark Nymphenburg vorwegzunehmen und verweist außerdem auf den Zentralpavillon von Clemenswerth, das in der Zeit von 1736 bis 1746 nach Plänen von Johann Conrad Schlaun errichtet wurde.
Die Bauplastik des Mittelsalons zeigt Bezüge zum Viktoriensaal des Schlosses Schleißheim.
Als Vorbilder können Marly, die Menagerie von Versailles, Vaux-le-Vicomte und die Villa Rotonda genannt werden.